# Omar Gaber
Omar Gaber est un footballeur international égyptien né le 30 janvier 1992 au Caire (Égypte) qui évolue en tant qu'arrière droit au Zamalek SC.

## Biographie

### Carrière en club
En 2013, lors du derby face à Al Ahly SC en Ligue des champions de la CAF, il inscrit le premier but de son équipe dès la 4e minute. Mais il ne pourra empêcher la défaite des siens (4-2).

### Carrière internationale
Lors de la Coupe du monde de football des moins de 20 ans 2011, il inscrit le but de l’égalisation face au Brésil lors du premier match de la phase de groupe. Il sera éliminé en huitième de finale face à l'Argentine, dans un match où les trois buts des deux équipes seront inscrits sur penalty, Gaber en obtiendra un qui sera transformé par Mohamed Salah.
Lors des Jeux olympiques d'été de 2012, il arrive également en huitièmes de finale.
Il fait partie de la liste des 23 joueurs égyptiens sélectionnés pour disputer la Coupe du monde de 2018 en Russie.

## Palmarès

### En club
- Zamalek SC
  - Championnat d'Égypte :
    - Champion (1) : 2015
- FC Bâle
  - Championnat de Suisse : 
    - Champion (1) :  2017

  - Coupe de Suisse :
    - Vainqueur (1) : 2017

  -  Égypte
  - Coupe d'Afrique des nations
    - Finaliste 2017